# (33691) Andrewchiang
(33691) Andrewchiang est un astéroïde de la ceinture principale.

## Description
(33691) Andrewchiang est un astéroïde de la ceinture principale. Il fut découvert le 13 mai 1999 à Socorro (Nouveau-Mexique) par le projet LINEAR. Il présente une orbite caractérisée par un demi-grand axe de 3,06 UA, une excentricité de 0,04 et une inclinaison de 8,4° par rapport à l'écliptique.